# Ботамоті
Ботамоті (яп. ぼたもち, 牡丹餅) — японські солодощі виготовлені з солодкого рису і пасти з бобів адзукі. Готуються шляхом замочування солодкого рису протягом близько шести годин. Потім рис відварюється, а густа паста адзукі вручну викладається навколо попередньо зроблених кульок рису.

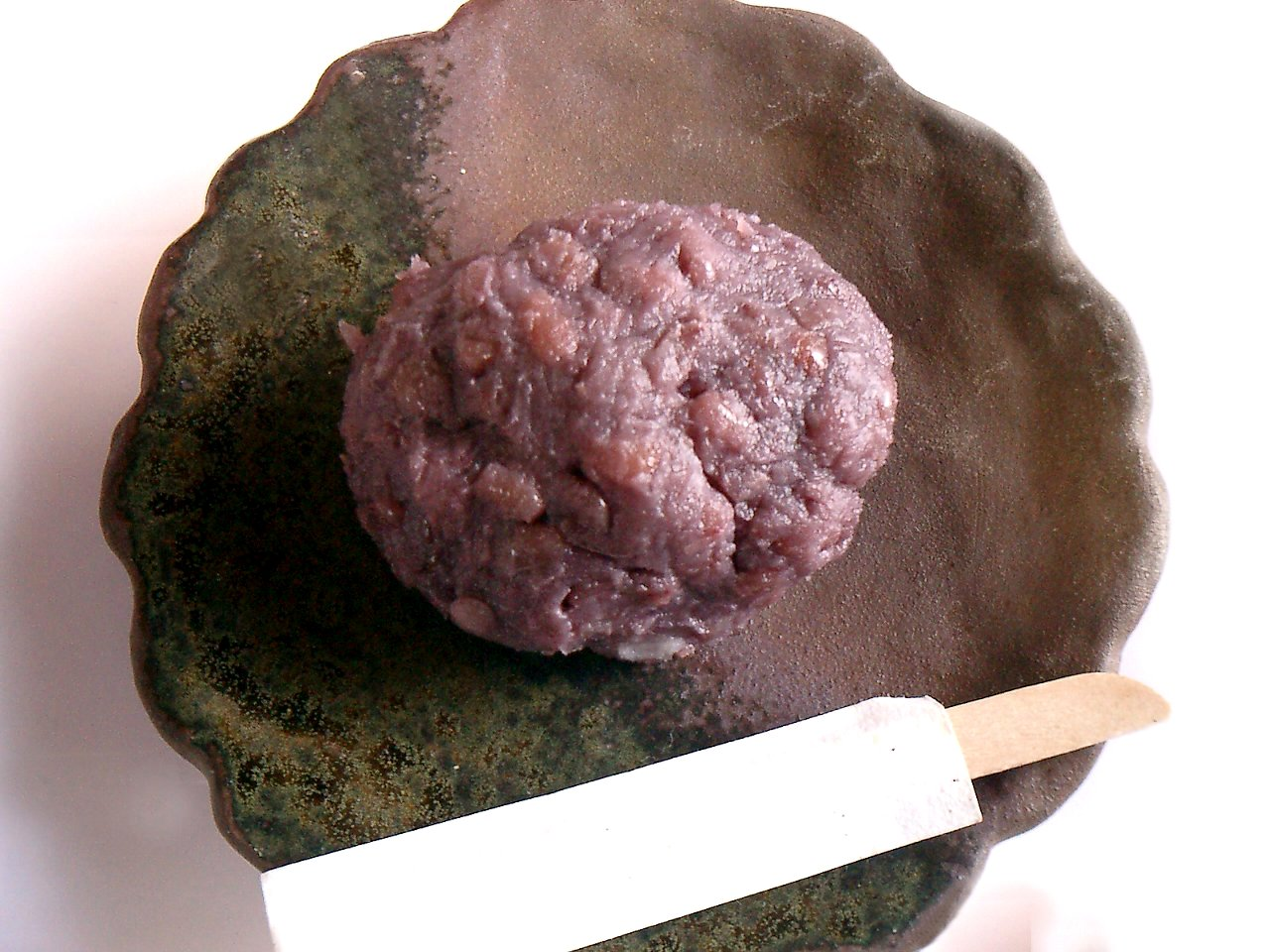

Дуже схожі солощі охаґі (яп. おはぎ), використовується адзукі трохи іншої консистенції, але в іншому практично ідентичні. Виготовляється в основному восени. В деяких варіантах в обох випадках покриваються соєвим борошном.
Дві різних назви походять від півонія (ботан), що розквітає навесні і хаґі (японська конюшина), що цвіте восени.
Охаґі називається в честь японської конюшини, яка цвіте восени.
Ботамоті — це сучасна назва страви Каімоті (かいもち), яка згадується у період Хейан в текстах Удзі Сюй Моноґатарі (宇治拾遺物語).